# Missouri River High Bridge
Die Missouri River High Bridge, auch Bismarck Bridge, ist eine eingleisige Eisenbahnbrücke über den Missouri zwischen Bismarck und Mandan in North Dakota. Die Fachwerkbrücke der BNSF Railway geht auf eine der ersten permanenten Eisenbahnbrücken über den Missouri aus dem Jahre 1882 zurück, die damals als Teil der nördlichen transkontinentale Eisenbahnverbindung der Northern Pacific Railway vom Puget Sound in Washington nach Duluth am Oberen See errichtet wurde. Sie musste wegen der rasanten Entwicklung der Lokomotiven und Frachtmengen 1905 umgebaut werden und wird heute noch von der BNSF, in der die Northern Pacific aufgegangen ist, für den Schienengüterverkehr genutzt, unter anderem für den Kohletransport aus dem Powder River Basin in Wyoming und Montana.

## Geschichte

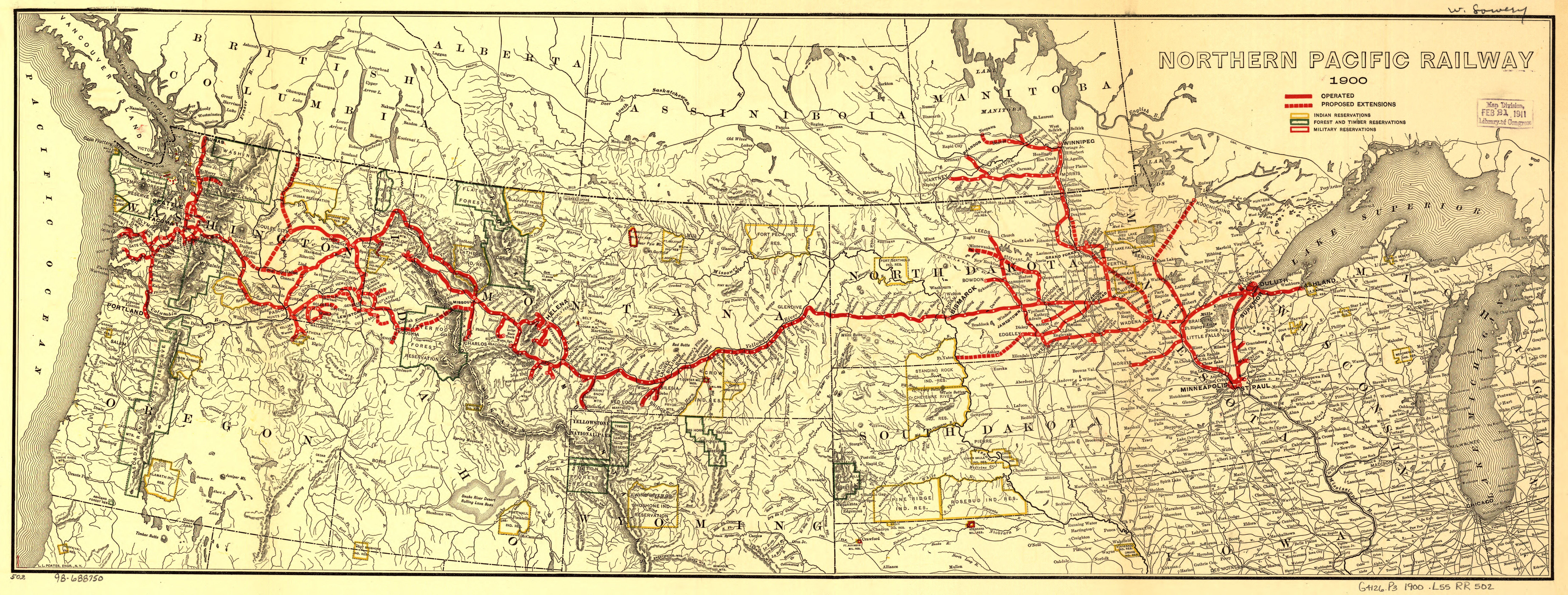
Streckennetz der Northern Pacific Railway um 1900

Nach der Fertigstellung der ersten transkontinentalen Eisenbahn von Sacramento nach Omaha 1869 durch die Central Pacific Railroad (CP) und Union Pacific Railroad (UP), begann die Northern Pacific Railway (NP) 1871 mit einer nördlichen transkontinentalen Eisenbahn vom Puget Sound in Washington durch die Bundesstaaten Idaho, Montana, North Dakota und Minnesota nach Duluth am Oberen See. Die UP realisierte 1872 ihren permanenten Anschluss an das Eisenbahnnetz zur Ostküste der USA durch die Omaha Bridge über den Missouri, die NP wollte den Fluss bei Bismarck in North Dakota überqueren. Durch die Wirtschaftskrise von 1873 geriet die Northern Pacific allerdings in Schwierigkeiten und musste 1875 Konkurs anmelden. Die Bauarbeiten kamen 1873 vor Bismarck zum Erliegen und konnten erst sechs Jahre später nach einer Neuorganisation der NP fortgeführt werden.

### Erste Brücke 1882

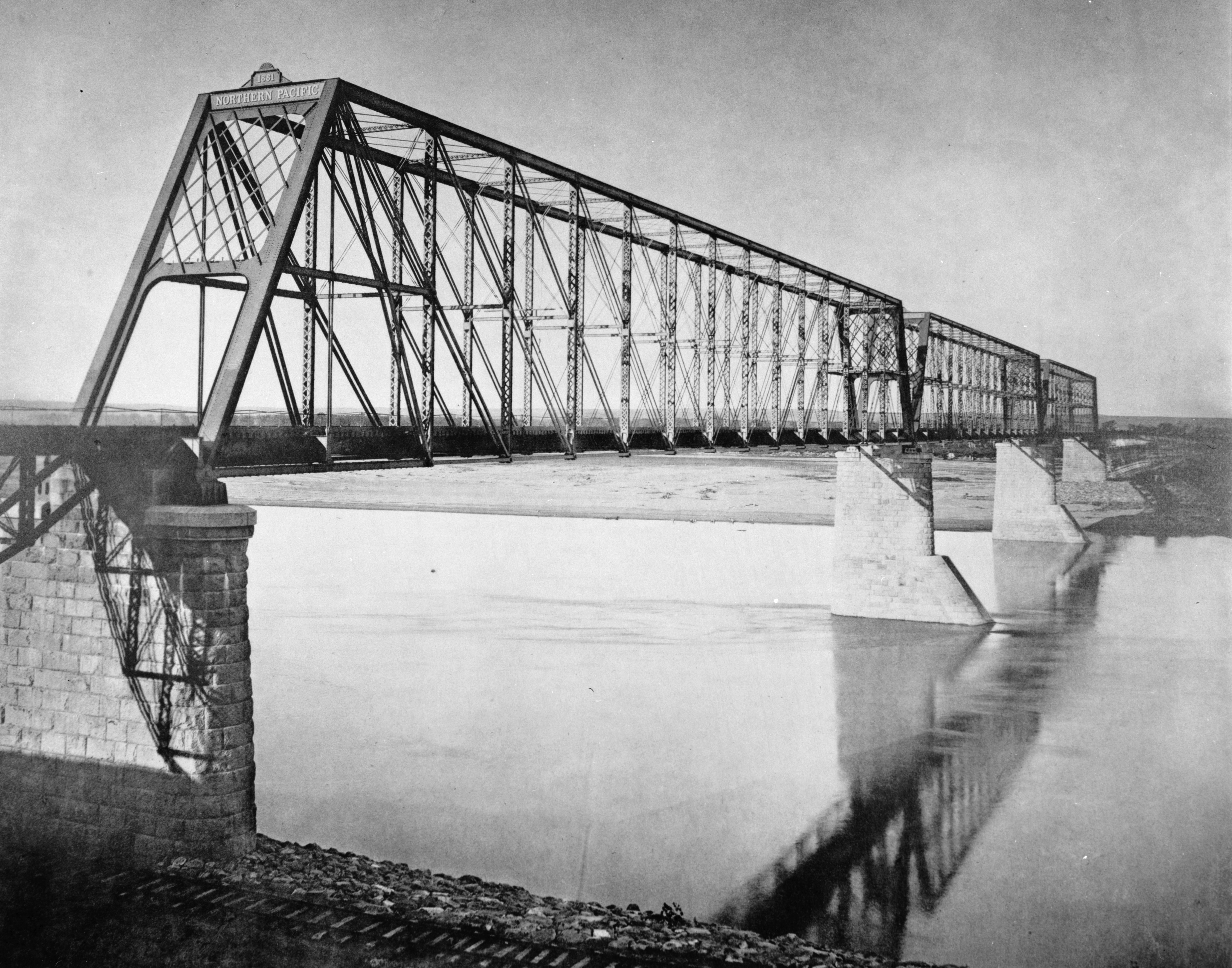
Die erste Bismarck Bridge der Northern Pacific von 1882

Die Überquerung des Missouri erfolgte in Bismarck umständlich durch Eisenbahnfähren und im Winter durch temporäre Eisenbahngleise über den zugefrorenen Fluss. Zur Realisierung einer Brücke wurde Anfang 1880 der Brückenbau-Ingenieur George S. Morison engagiert, der das Flussbett mittels Testbohrungen analysierte und eine Stelle nahe der Anschlussgleise mit möglichst geringer Tiefe des Grundgesteins favorisierte. Im damals ausgedehnten Flussbett wechselte der Hauptstrom des Missouri nach den Frühjahresfluten durch Sandablagerungen häufig seine Lage und die von Morison gewählte Stelle für die Brücke hatte eine Breite von nahezu einem Kilometer. Um den Fluss bei Niedrigwasser langfristig unterhalb einer Brücke mit überschaubarer Länge halten zu können, musste Morison flussauf am Westufer einen ausgedehnten Deich konstruieren, der den Flusslauf auf etwa 300 Meter einschränkte, aber bei Hochwasser überspült werden konnte, um die am Westufer gelegene Siedlung Mandan nicht zu gefährden; gleichzeitig wurde so eine langfristige Sandablagerung hinter dem Deich angestrebt. Die wasserbaulichen Maßnahmen begannen Ende 1880 und im Mai 1881 konnte mit der Errichtung der Brückenpfeiler begonnen werden. Die gemauerten Steinpfeiler wurden im Flussbett mittels großer Senkkästen gebaut, die mit einer Breite von 8 Metern und einer Länge von 23 Metern bis zum Grundgestein abgesenkt wurden. Die eisernen Fachwerkträger der Brücke konnten ein Jahr später fertiggestellt werden und besaßen schon erste Anteile des neuen Baumaterials Stahl. Der erste Testzug fuhr im Oktober 1882, die Vollendung der nördlichen transkontinentale Eisenbahnverbindung wurde im September des Folgejahres mit dem Einschlag des goldenen Nagels in Montana durch den US-Präsidenten Ulysses S. Grant vollzogen.

### Neuer Überbau 1905
Obwohl Morison bei der Dimensionierung der Brücke versuchte, die zukünftige Belastung durch stärkere Lokomotiven und zunehmende Transportlasten zu berücksichtigen, kam die Konstruktion nach der Jahrhundertwende an ihre Belastungsgrenze. Die NP sah sich gezwungen zu handeln und engagierte mit Ralph Modjeski einen ehemaligen Schüler von Morison, der zwischen 1885 und 1892 an mehreren Brückenbauten von Morison beteiligt war und danach sein eigenes Ingenieurbüro eröffnete, das bis heute als Modjeski & Masters fortbesteht. Modjeski konstruierte einen neuen Überbau mit einer 2,5-fach höheren Traglast, die Northern Pacific konnte aber während der achtmonatigen Umbauphase ihre wichtige Hauptverbindung über die Brücke nicht unterbrechen. Man entschied sich daher für den Austausch des Überbaus mit eigenen Kräften unter der Leitung von Modjeski, der bis Ende Dezember 1905 vollzogen wurde. Dazu installierte man massive Holzgerüste unter den Fachwerkträgern, die sowohl die Stahlkonstruktionen als auch die Last der passierenden Züge tragen konnten.
Seit der Fertigstellung der ersten Bismarck Bridge 1882 kam es zu Erdbewegungen auf der Bismarck-Seite; der das Ostufer bildende Hügel bewegte sich langsam aber stetig in Richtung Fluss. Dies führte zu einer Verschiebung des ersten Brückenpfeilers von bis zu neun Zentimetern jährlich. Morrison musste in den Folgejahren mehrfach Gegenmaßnahmen durchführen lassen, die 1898 in einer Freilegung des Pfeilers mündeten, der daraufhin auf ein stärkeres Fundament an seiner ursprünglichen Stelle zurückgeschoben wurde. Leider setzte sich die Bewegung des Ostufers fort und erst eine massive Abtragung des Hügels in den 1950er Jahren konnte die Bewegung des Pfeilers auf circa einen Zentimeter pro Jahr reduzieren.
Mitte 2023 hat die BNSF mit dem Neubau einer benachbarten eingleisigen Brücke begonnen, die auch für einen späteren zweigleisigen Ausbau vorbereite seinen wird. Mit der Fertigstellung soll die alte Brücke nach über 120 Jahren Nutzung abgerissen werden.

## Beschreibung

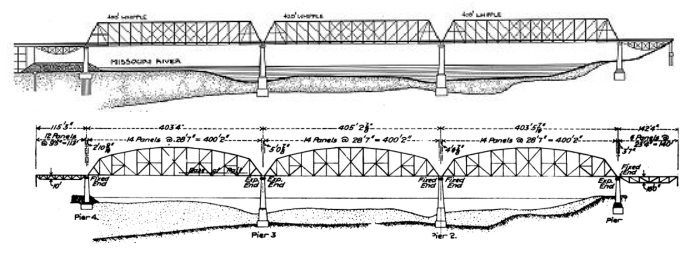
Schematische Darstellung der Missouri River High Bridge mit dem ersten (1882, oben) und zweiten (1905, unten) Überbau. Links der errichtete Deich und rechts der erste von vier Brückenpfeilern, an dem sich bewegenden Bismarck-Ufer.

Die heutige Brücke mit einer Gesamtlänge von 465 m besteht aus drei zentralen 122 m langen Fachwerkträgern mit unten liegendem Gleis, gefolgt von je einem kürzeren Fachwerkträger mit oben liegendem Gleis zum jeweiligen Widerlager (Westufer 35,1 m, Ostufer 43,4 m). Modjeskis neuer Überbau mit einer ausgelegten Traglast von zwei 188 Tonnen Lokomotiven, gefolgt von circa 7 Tonnen Lasten pro Meter Gleis, besteht im Gegensatz zu Morisons eisernen Whipple-Fachwerken (whipple truss) mit geradem Obergurt, aus speziellen Pratt-Fachwerken (Pennsylvania truss) aus Stahl mit gebogenem Obergurt, die bei höheren erforderlichen Lasten im Design materialsparender waren als die damals zunehmend veralteten Whipple-Fachwerke. Da für den zweiten Überbau 1905 die Brückenpfeiler von 1882 weiterverwendet wurden, änderte sich die Länge der zentralen Träger nicht, nur der Träger zum Ostufer wurde aufgrund der den ersten Pfeiler verschiebenden Erdbewegungen verlängert. Die massiven aus Stein gemauerten Pfeiler sind in ihrer ursprünglichen Form erhalten und die Strompfeiler besitzen in Richtung flussaufwärts zusätzlich einen geneigten und mit Eisen verstärkten Kantenschutz, der bei Eisgang die vom Fluss geführten Eisschollen aufbricht und den Pfeiler schützt.